# ستيفان لورد
ستيفان لورد (بالسويدية: Stefan Lord)‏ هو لاعب دارت سويدي، ولد في 4 ديسمبر 1954 في ستوكهولم في السويد.

## وصلات خارجية
- ستيفان لورد على موقع DartsDatabase.co.uk (الإنجليزية)